# Мозамбикско-танзанийские отношения
Мозамбикско-танзанийские отношения — двусторонние дипломатические отношения между Мозамбиком и Танзанией. Протяжённость государственной границы между странами составляет 840 км.

## История
В 1975 году между странами установились дружеские отношения после того, как Мозамбик получил независимость от Португалии. Затем в Мозамбике началась гражданская война между правящей партией ФРЕЛИМО и Мозамбикским национальным сопротивлением, которое получило поддержку со стороны Родезии и Южно-Африканской Республики. ФРЕЛИМО был сформирован в Танзании при участии танзанийского президента Джулиуса Ньерере для организации вооружённой борьбы с португальским правительством, на территории Танзании располагались тренировочные лагеря этой группировки. После окончания этой войны Танзания установила хорошие отношения с Мозамбиком.

## Торговля
В 2013 году Мозамбик экспортировал в Танзанию товаров на сумму 75.4 миллиона долларов США, а импортировал из Танзании товаров на сумму 63 млн долларов США. Экспорт Танзании в Мозамбик: текстиль, табачные изделия и прочее. В 2005 году обе страны достигли договорённости по строительству моста через реку Рувума. Мост был открыт в 2010 году и получил название Мост Дружбы.